# Volobilis
Volobilis is een geslacht van vlinders van de familie snuitmotten (Pyralidae), uit de onderfamilie Phycitinae.

## Soorten
- V. biplaga Walker, 1863
- V. comparanella Joannis, 1929
- V. chloropterella Hampson, 1896